# 車納德
車納德總主教（英語：Archbishop Joseph Chennoth，1943年10月13日—2020年9月8日）是前圣座驻日本大使，逝世於任內。

## 經歷
車納德生於英屬印度。曾於1995年至1996年擔任教廷駐華大使館代辦，宗教頭銜為蒙席。1999年至2005年擔任聖座駐中非共和國大使。1999年至2005年擔任聖座駐乍得大使。2005年至2011年擔任聖座駐坦桑尼亞大使。自2011年起擔任聖座駐日本大使。
2016年5月到訪台灣，擔任出席中華民國第14任總統暨副總統就職典禮特使。
2011年10月20日派駐日本，擔任前圣座驻日本大使。
2020年9月8日，車納德因小腦梗塞引起的腦溢血於日本東京聖母醫院逝世，享壽76歲。

## 荣誉

### 外国勋章奖章
- 紫色大绶景星勋章（中华民国，1999年8月27日批准[6]）
- 旭日大绶章（日本，2020年9月8日公布[7]，追授）